# Oskar Braaten

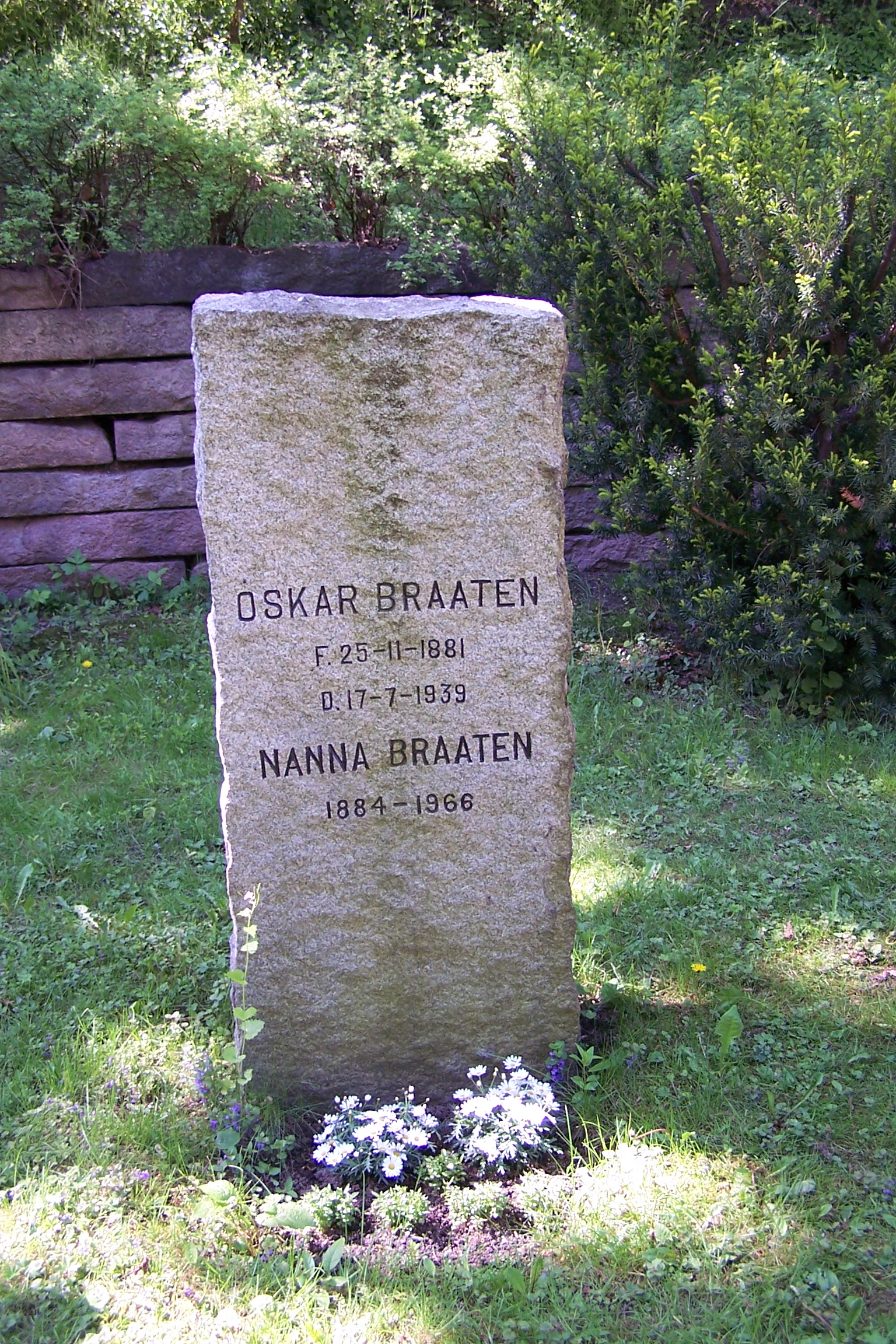
Grab von Oskar Braaten

Oskar Alexander Braaten (* 25. November 1881 in Oslo; † 17. Juli 1939 in Trysil) war ein norwegischer Schriftsteller. In seinen Werken, die teilweise auch verfilmt wurden, beschreibt er – als erster Schriftsteller – das Leben der Arbeiter im östlichen Oslo.

## Leben
Oskar Braaten wuchs in Sagene als Sohn einer alleinerziehenden Mutter auf. Sein Vater, ein Handwerker, war nach Amerika ausgewandert. Bis 1896 besuchte er die Schule von Sagene. Danach arbeitete er ab 1899 in der Buchhandlung von Bertrand Jensen, wo er die Violinistin Nanna Thorvaldsen, seine spätere Frau, kennenlernte. Sie interessierte sich – ebenso wie er – unter anderem für Literatur, Theater und Umwelt. 1910 heirateten sie. Das Paar hatte einen Sohn (Bjørn, * 1912) und eine Tochter (Berit, * 1918).
Braatens erste literarische Veröffentlichung war die Novelle Dømd!, die 1903 in der Zeitschrift Symra erschien. Da seine Frau gut verdiente, konnte er sich ab 1910 ganz auf die Schriftstellerei konzentrieren. Im folgenden Jahr veröffentlichte er das Drama Ungen. Es wurde 1913 mit großem Erfolg am Nationaltheatret aufgeführt, später auch mehrfach verfilmt. Durch den Erfolg erhielten Braaten und seine Familie die Gelegenheit, Reisen nach Dänemark, Deutschland und Italien zu unternehmen. Sie kehrten jedoch aufgrund des Krieges 1914, früher als geplant, wieder nach Norwegen zurück. Dort lebten sie in Kolbotn und ab 1921 in Ullevål Hageby. Später verbrachte er auch viel Zeit in Trysil, wo er und sein Freund Sven Moren Häuser besaßen.
Neben seiner schriftstellerischen Tätigkeit arbeitete Braaten auch als Journalist. Außerdem war er am Theater tätig. Von 1934 bis 1936 war er Direktor des Norske Teatret in Oslo.

## Werke (Auswahl)

### Dramen
- Ungen (1911)
- Borgen (1915)
- Den store barnedåpen (1925)

### Romane
- Ulvehiet (1919)
- Matilde (1920)
- Opover (1924)
- Prinsesse Terese (1931)

### Novellensammlungen
- Kring fabrikken (1910)
- Oslo-fortellinger (1935)